# Вілл Сарджент
Вілл Сарджент (англ. Will Sergeant; нар. 12 квітня 1958, Ліверпуль, Велика Британія) — британський музикант, гітарист, один із засновників пост-панк-гурту, Echo & the Bunnymen, у якому грає з 1978 року.

## Біографія
Вілл Сарджент народився 12 квітня 1958, року в місті Ліверпуль. Грати на гітарі почав ще з юних років, перші свої записи він записав, як сольні, в 1978, році, але вони були видані раніше через 25 років. Навчався в одній середній школі з басистом Лесом Паттінсоном, майбутнім басистом Echo & the Bunnymen. Манера гри Сарджента була під впливом психоделічного року, гуртів 1960-х років, що придавало звук дзвінкої гітари. З обладнання Сарджент використовував гітари марки Fender Telecaster, яку він використовував у гурті Echo & the Bunnymen на початку 1980-х, років, і по сьогодні, також і 12-струнну гітару марки Vox, грав також на таких інструментах, як ситар, ті інших інструментах. Під час гри у гурті Echo & the Bunnymen, в період 1982, року під час запису альбому Porcupine, Сарджент записав ще один сольний альбом, який був випущений 1982, року, під назвою Themes For Grind.